# 基基什夫卡
49°49′35″N 28°32′54″E / 49.82639°N 28.54833°E
基基什夫卡（烏克蘭語：Кикишівка），是烏克蘭的村落，位於該國北部日托米爾州，由別爾季切夫區負責管轄，處於格尼洛皮亞季河畔，始建於1670年，面積1.5平方公里，海拔高度268米，2001年人口268，人口密度每平方公里178.19人。